# K Kontich FC
Der Koninklijke Kontich Football Club oder kurz K Kontich FC bzw. KFC Kontich ist ein Fußballverein aus der belgischen Stadt Kontich. Der offiziell 1942 gegründete Verein mit der Registrierungsnummer 3029 entstand durch den Zusammenschluss der beiden Mannschaften Groeninghe Sport und Kontich Boys und trägt seine Heimspiele im Fußballstadion des Sportcomplex De Nachtegaal in Kontich aus.

## Geschichte

### Die Anfänge des Klubs
Ende der 1930er Jahre gab es in der zum Großraum Antwerpen gehörenden Stadt Kontich zwei namhafte Fußballmannschaften: Groeninghe Sport und die Kontich Boys. Beide waren im Antwerps Liefhebbersverbond, einem Amateurverband, organisiert und trafen des Öfteren in Derbys aufeinander. Mit dem Beginn des Westfeldzugs während des Zweiten Weltkriegs wurde auch Belgien massiv vom Deutschen Reich angegriffen. Um den Elend des Krieges und den Kriegsgefangenenlagern zu entgehen, wurde der zwischenzeitlich stillgelegte Spielbetrieb wieder aufgenommen und im Juni bzw. Juli 1941 mit dem Kontich AC ein neuer Verein gegründet. Vom Königlichen Belgischen Fußballverband erhielt der neue Verein daraufhin die Registrierungsnummer 3029. Ein Jahr später schloss sich auf Initiative des Konticher Bürgermeister Albert Apers (1870–1942) die noch immer bestehende Fußballmannschaft Groeninghe Sport dem Verein an und fusionierte mit diesem zum Kontich Football Club, kurz Kontich FC. Als offizielles Gründungsdatum wird der 1. Juli 1942 angegeben. Während des Zweiten Weltkriegs trat die Mannschaft daraufhin in der dritten Provinzliga in Erscheinung und schaffte in der Saison 1943/44 den Aufstieg in die zweite Provinzliga.

### Erstmaliger Aufstieg in eine landesweite Liga
Nach acht Spielzeiten in dieser Spielklasse schaffte das Team 1952/53 als ungeschlagener Meister einen neuerlichen Aufstieg und zog in die erste Provinzliga ein. Damit war die Mannschaft nur mehr einen Aufstieg von einer landesweiten Liga entfernt. Bereits in den Jahren 1946 und 1947, nachdem gegen Ende des Krieges der Spielbetrieb für einen längeren Zeitraum ausgesetzt gewesen war, stand der Kontich FC knapp vor einem Aufstieg. Nur eine Saison später (1953/54) schaffte Kontich den direkten Aufstieg in die nationalen Ligen; bei einem Spiel in Heist-op-den-Berg wurde vor rund 4.000 Zuschauern der Aufstieg in die nächsthöhere Spielklasse fixiert. Danach absolvierte der Klub sieben Spielzeiten in der vierthöchsten Fußballliga des Landes, ehe in der Saison 1960/61 der Meistertitel geholt und der Aufstieg in die dritthöchste Fußballliga Belgiens gefeiert wurde. Hierbei trat die Mannschaft gegen Vereine wie den K Boom FC, den KVC Willebroek-Meerhof, KRC Mechelen, KVV Lyra und K Tubantia Borgerhout VK.

### Baldige Rückkehr in die Provinz und jahrzehntelanger Weg zwischen Provinzliga 1 und 3
Bereits in den Jahren der Viertklassigkeit war der Kontich FC stets auf den vorderen Tabellenplätzen zu finden und hatte bereits 1956/57 nur knapp den Aufstieg in die dritte Liga verpasst. In der Drittklassigkeit war das Team jedoch nicht lange vertreten; nach nur einer Saison erfolgte der Abstieg in die vierte Liga; 1965 war der von sportlichen und finanziellen Schwierigkeiten begleitete Kontich FC wieder auf die Provinzränge zurückgefallen. In weiterer Folge spielte die Herrenmannschaft des Klubs jahrzehntelang zwischen der ersten und der dritten Provinzliga und schaffte es nicht mehr in eine landesweite Fußballliga vorzudringen. So stieg die Herrenmannschaft 1967/68 in die zweite Provinzliga ab und war dort bis 1973/74 einer der führenden Mannschaften, die es allerdings nicht schaffte in die erste Provinzliga zurückzukehren. Ebenfalls 1973/74 konnte sich der Kontich FC den Antwerpener Provinzpokal sichern; ein bescheidener Lichtblick in der turbulenten Vereinsgeschichte der letzten Jahre. Am Ende der Spielzeit 1975/76 erfolgte mit dem Abstieg in die dritte Provinzliga ein neuerlicher Tiefpunkt in der Geschichte des in den 1940er Jahren gegründeten Fußballvereins.
Nach einem erneuten Aufstieg hatte der Klub jedoch abermals mit finanziellen Problemen zu kämpfen, was durch den Rücktritt der gesamten Vereinsführung noch einmal drastisch verschlimmert wurde. Um den kurz vor dem Aus stehenden Verein doch noch zu retten, berief Bürgermeister Marus Kempenaers einen neuen Vorstand ins Amt und fungierte in weiterer Folge selbst als Präsident bzw. Vorstandsvorsitzender des Klubs. Vor allem den Sponsoren war es zu verdanken, dass der Klub daraufhin noch am Leben gehalten werden konnte. Mit der sportlichen Situation verbesserte sich auch die finanzielle; 1981 schaffte der Kontich FC die Rückkehr in die zweite Provinzliga und war bereits 1983 wieder in der ersten Provinzliga vertreten. Die Erfolge blieben in den nachfolgenden Spielzeiten jedoch weitgehend aus, sodass der Klub aus Kontich noch in den 1980er Jahren über die zweite Provinzliga bis in die dritte Provinzliga abstieg (1988/89).

### 50 Jahre Kontich FC und Rückkehr in eine nationale Liga
Am 26. April 1992 – anderen Quellen zufolge bereits am 10. Juli 1991 – wurde dem Verein aufgrund seines 50-jährigen Bestehens vom belgischen Fußballverband der Ehrentitel Koninklijke (dt.: Königlicher) verliehen, den der Verein fortan vor seinem Vereinsnamen führen durfte (Koninklijke Kontich Football Club). Im selben Jahr wurde mit dem Amateurverein Kontich Sport ein weiterer Verein aus Kontich in den K Kontich FC eingegliedert. Bereits in der Saison nach der Eingliederung des anderen Vereins gelang der Wiederaufstieg in die zweite Provinzliga. Nur wenige Jahre später erfolgte in der Saison 1995/96 die Rückkehr in die höchste Provinzliga. Es dauerte bis zur Jahrtausendwende, ehe der Klub aus der Provinz Antwerpen nach 35 Jahren wieder den Weg in eine nationale Liga fand. Mit dem Weg in die höheren Spielklassen versuchte man den Verein auch weitestgehend zu professionalisieren, was jedoch auf Dauer zu finanziellen Problemen und 2005/06 zur Rückkehr in die Provinzligen führte. Bis dahin war die Herrenmannschaft zumeist im Tabellenmittelfeld der vierthöchsten Fußballliga des Landes vertreten und rangierte im ersten Durchgang der Saison 2005/06 gar auf dem ersten Tabellenplatz, womit das Team als potentieller Aufstiegskandidat gehandelt wurde. Der zweite Durchgang der Saison erwies sich jedoch als kompletter Reinfall; als 14. von 16 Mannschaften war der K Kontich FC auf einen Abstiegsplatz gerutscht und musste nach sechs Jahren auf nationaler Ebene den Weg zurück in die Provinz antreten.

### Zwischen Provinzliga 1 und 2
Weitere drei Jahre später musste der Klub in der Spielzeit 2008/09 den Weg in die zweite Provinzliga antreten. Bis zur Saison 2016/17, als der Klub wieder in die höchste Provinzliga zurückfand, spielte die Mannschaft teilweise recht durchwachsene Spielzeiten in der zweithöchsten Provinzliga. Seit dem Aufstieg in der Spielzeit 2016/17 ist die Herrenmannschaft nunmehr in der ersten Provinzliga Antwerpens vertreten (Stand: 2. Januar 2020).

## Zweite Herrenmannschaft und Jugend
Neben der in der ersten Provinzliga spielenden Herrenmannschaft des K Kontich FC verfügt dieser auch über eine in der dritten Provinzliga antretende zweite Mannschaft (Stand: 2. Januar 2020).
Des Weiteren werden vom Verein sämtliche Nachwuchsmannschaften ausgebildet. In der Saison 2019/20 sind dies: (Stand: 2. Januar 2020)
- U6
- U7 Geel
- U7 Rood
- U8 Geel
- U8 Rood
- U9 Geel
- U9 Rood
- U10
- U11 Rood
- U12
- U13 Geel
- U13 Rood
- Dames U13a
- Dames U13b
- U15 Geel
- U15 Rood
- U17 Geel
- U17 Rood
- U21

## Frauenfußball
Seit dem Jahre 1967 existiert eine Frauenfußballmannschaft des K Kontich FC, die im Laufe ihres Bestehens, vor allem seit den 2010er Jahren, bereits zahlreiche Namensänderungen durchlief und diverse Joint Ventures bzw. Fusionierungen einging. Mit der Inbetriebnahme einer Frauenfußballliga durch den belgischen Fußballverband in der Saison 1971/72 stieg der Kontich FC in ebendieser Saison mit seiner Mannschaft in den Spielbetrieb ein.
Seit 2014 tritt die Mannschaft wieder unter dem Namen K Kontich FC bzw. Kontich FC in Erscheinung und hat ihren Spielbetrieb in der belgischen Zweitklassigkeit (Stand: 2. Januar 2020). Zudem existieren auch noch eine zweite und eine dritte Damenmannschaft mit Spielbetrieb in der ersten bzw. der dritten Provinzliga, sowie bereits erwähnte Mädchennachwuchsmannschaften (Stand: 2. Januar 2020).

## Spielstätte
Als Spielstätte dient dem K Kontich FC und seinen gesamten Mannschaften das zum Sportcomplex De Nachtegaal gehörende Fußballstadion, in dem rund 2500 Zuschauer Platz finden. Vor der Eröffnung des Sportkomplexes trat der Klub auf einem anderen eigenen Platz in Erscheinung.